# الامتياز الملكي في المملكة المتحدة
الامتياز الملكي هو مجموعة السلطات العُرفية والامتيازات والحصانة المرتبطة بالنظام الملكي والمعترف بها في المملكة المتحدة. يُنظر إلى الملك داخل المملكة المتحدة على أنه صاحب الملكية المطلقة أو «الامتياز الأوحد» وعلى أنه الأساس في العديد من السلطات التنفيذية داخل الحكومة البريطانية.
في السابق، كانت السلطات التي تعطى من خلال الامتياز الملكي تمارس من قبل الملك بنفسه. ابتداءً من القرن التاسع عشر، وحسب العرف، أصبحت مشورة رئيس الوزراء، أو مجلس الوزراء، مطلوبة لإعطاء الضوء الأخضر لممارسة هذه الصلاحيات. يمتلك البرلمان صلاحية مساءلة الوزراء عن قراراتهم المتعلقة بمنح الامتيازات الملكية. يمتلك الملك الحق الدستوري في معارضة قرارات رئيس الوزراء أو مجلس الوزراء، لكن من الناحية العملية، لن يقدم الملك على هذه الخطوة إلا في حالات الطوارئ، أو في حال عدم وجود أي قرارات سابقة تنطبق على الظروف الحالية.
تعد الامتيازات الملكية اليوم متاحة في سبيل تنظيم عمل حكومة المملكة المتحدة، بما في ذلك الشؤون الخارجية والدفاع والأمن القومي. يتمتع الملك بثقل دستوري كبير في هذه المسائل وغيرها، إلا أن حريته في التصرف محدودة، لأن اتخاذ القرارات من خلال هذا الامتياز أمر بيد رئيس الوزراء والوزراء الآخرين أو حتى مسؤولين حكوميين آخرين.

## تعريف
وُصف الامتياز الملكي بأنه «مفهوم يصعب تعريفه بصورة ملائمة»، ويتعلق البت بأنواع معينة من الصلاحيات التي تٌعطى للملك بموجب الامتياز الملكي بقانون المملكة، وتقررها المحاكم بصفتها الحكم النهائي في هذا النوع من القرارات. اقترح المنظّر الدستوري البارز، ألبيرت فين دايسي، في القرن التاسع عشر ما يلي: 
يبدو أن الامتياز، من الناحية التاريخية، ليس إلا تمثيلًا لبقايا السلطة التقديرية أو التعسفية التي تُعطى للملك في أي وقت. أُطلق على الجزء المتبقي من السلطات الأصلية للملك اسم الامتياز. كل عمل يمكن للحكومة التنفيذية القيام به بشكل قانوني دون تفويض من أحد القوانين البرلمانية، يتم بموجب الامتياز الملكي.
تبنى العديد من المعلقين وجهة نظر دايسي، إلا أن بعض المحامين الدستوريين فضلوا التعريف الذي قدمه ويليام بلاكستون في ستينيات القرن التامن عشر: 
عادة ما تُفهم كلمة امتياز على أنها الأحقية التي يتمتع بها الملك في اتخاذ القرارات فوق كل الأشخاص الآخرين وخارج المسار العادي للقانون العام، في حق كرامته الملكية... لا يمكن تطبيق الامتياز الملكي إلا على الحقوق والصلاحيات التي يتمتع بها الملك وحده دون الآخرين، وليس على تلك التي يتمتع بها أي من رعاياه. 
يرى دايسي أن أي إجراء يتعلق بشؤون الحكم يتخذه الملك خارج نطاق القانون يمكن أن يوضع تحت توصيف الامتياز. ويختلف دايسي بذلك مع بلاكستون الذي يرى في أن الامتياز يشمل ببساطة جميع الإجراءات التي لا يمكن لأي شخص أو هيئة أخرى في المملكة المتحدة القيام بها، كإعلان الحرب. تدعم السوابق القضائية كلا الرأيين. في قضية فندق دي كيرز الملكي لعام 1920، أيد اللورد بارمور فكرة بلاكستون التي تنضوي على أن الامتياز يمثل الصلاحيات ذات الطبيعة الحصرية. بالمقابل، أعرب اللورد ريد عن صعوبة تطبيق هذا المفهوم على قضية بورما أويل لعام 1965. لم يكن التمييز الواضح ضروريًا في القضايا ذات الصلة، وقد لا تحتاج المحاكم إلى تسوية المسألة على الإطلاقة نظرًا لأن القليل من القضايا تتعامل مع حق الامتياز بحد ذاته.

## تاريخ
ظهر الامتياز الملكي بداية بوصفه سلطة شخصية للملك، فمنذ القرن الثالث عشر في إنجلترا، كما هو الوضع في فرنسا في تلك الفترة الزمنية، كانت سلطة الملك قوية للغاية، إلّا أن هذه القوة ضُبطت في فترة لاحقة من خلال «عودة الاضطرابات الإقطاعية في القرنين الرابع عشر والخامس عشر». سعى قضاة ريتشارد الثاني، ملك إنجلترا، إلى وضع توصيف دقيق للامتياز الملكي في عام 1387.
خلال القرن السادس عشر، بدأ هذا «الاضطراب» المتعلق بتوصيف الامتياز الملكي بالانحسار، وأصبح الملك مستقلًا بشكل كامل. في عهد هنري الثامن وخلفائه، كان الملك رئيسًا للكنيسة الإنجليزية البروتستانتية، وبالتالي لم يكن مسؤولًا أمام رجال الدين. مع ذلك، شكل صعود البرلمان، في تلك الفترة، إشكالية وجدلية. مع أن الملك كان «الشريك المهيمن على الدستور الإنجليزي»، لم تصل الهيئات القضائية في المملكة إلى حد إعلانه صاحب سلطة مطلقة، واعترفت بدور البرلمان. أدرك الملك هنري ذلك في قضية فيرير، وأشار إلى أن قوته زادت بشكل كبير مع حصوله على دعم البرلمان. لم يكن ذلك واضحًا في أي مسألة أخرى أكثر من مسألة الضرائب: تحدث السير توماس سميث وكتاب آخرون عن أن الملك لا يملك صلاحية فرض الضرائب على المواطنين دون حصوله على موافقة من قبل البرلمان.
في نفس الوقت، امتثل الملك هنري وأحفاده لإرادة المحاكم، على الرغم من حقيقة أنهم، ومن الناحية النظرية، غير ملزمين بقرارات القضاة. خلص المؤرخ القانوني، ويليام هولدزورث، إلى أن هنري أدرك حاجة البلاد لحكومة مستقرة تتبع القانون بعد أن تكررت عودة المسؤولين القانونين في البلاط الملكي والقضاء إليه للحصول على المشورة والموافقة القانونية. يرى هولدزورث أيضًا أن جميع المحامين ورجال الدولة البارزين والخبراء في الشؤون العامة في عهد ثيودور تبنّوا فكرة «القانون فوق الجميع». من المسلم به أنه بينما كان للملك «سلطة تقديرية غير مقيدة»، كانت سلطته محدودةً في المجالات التي فرضت فيها المحاكم شروطًا على استخدام صلاحياته التي يعطيها له الامتياز الملكي أو في الحالات التي اختار هو بنفسه أن يستخدمه.
مثلت قضية المحظورات لعام 1607 أول عقبة في وجه حالة الاستقرار تلك، إذ زعم الملك جيمس السادس أنه، وبصفته ملك البلاد، يمتلك الحق في التصرف كقاضٍ وتفسير القانون العام على النحو الذي يراه مناسبًا. رفض القضاء، برئاسة السير إدوارد كوك، هذه الفكرة، وأشار إلى أن الملك، وإن لم يكن خاضعًا لأي فرد، فإنه يخضع في نهاية الأمر للقانون. لم يكن للملك الحق في تفسير القانون على النحو الذي يريده، إلى أن يكتسب المعرفة الكافية به. أشار كوك إلى أن مثل هذه المعرفة «تتطلب حكمة ودراسة وخبرة طويلة». وبالمثل، في قضية الإعلانات عام 1611، اعتبر كوك أن الملك يمتلك فقط صلاحية ممارسة الصلاحيات التي يملكها، بينما لا يملك صلاحية وضع صلاحيات جديدة له.
مع اندلاع الثورة المجيدة، استُبدل الملك جيمس الثاني ملك إنجلترا بالملكة ماري الثانية وزوجها الملك ويليام الثالث. في نفس الوقت، صيغت وثيقة الحقوق لعام 1689 التي أكدت على ضرورة امتثال الملك للبرلمان. حددت وثيقة الحقوق من الامتياز الملكي، إذ نصت المادة الأولى فيها على أن «إعطاء سلطة إرجاء تنفيذ القوانين أوتنفيذها من قبل السلطة الملكية دون الحصول على موافقة البرلمان هو أمر غير قانوني». كما أكدت المادة الرابعة فيها على أن «جباية الأموال لصالح الملك، أو لاستخدامها من قبل الملك، دون منحها له عن طريق البرلمان، هو فعل غير قانوني». أكد مشروع القانون أيضًا أن للبرلمان الحق في الحد من استخدام الصلاحيات المتبقية للملك، وهو ما اتضح في قانون كل ثلاث سنوات لعام 1694 الذي يلزم الملك بإقالة البرلمان والدعوة إلى انعقاده في أوقات معينة.